# Dietrich von Harlem
Dietrich Friedrich August Blasius Leonhard von Harlem (* 25. August 1859 in Kucksdorf; † 2. Juni 1928 in Potsdam) war ein preußischer Verwaltungsbeamter und Landrat der Landkreise Ottweiler und Celle.

## Leben
Dietrich von Harlem war ein Sohn des Rittergutsbesitzers und Landrats August von Harlem und dessen Ehefrau Anna Wilhelmine, geb. Pauly (1828–1873). Nach einem anfänglichen Hausunterricht besuchte er von 1871 bis 1875 das Gymnasium in Ratzeburg und von 1875 bis 1880 das Friedrich-Wilhelms-Gymnasium in Trier, wo er 1880 sein Reifezeugnis ablegte. Von 1880 bis 1883 absolvierte er in Straßburg, Genf, München und Berlin ein Studium der Rechtswissenschaften. Am 11. Juni 1883 wurde er zum Gerichtsreferendar beim Landgericht Saarbrücken ernannt, am 9. Juli 1885 zum Regierungsreferendar bei der Regierung Frankfurt (Oder) und am 7. Juli 1888 zum Regierungsassessor mit Beschäftigung bei der Regierung Kassel. Am 2. März 1892 wurde er zum kommissarischen Landrat des Landkreises Ottweiler ernannt, dem am 14. März 1892 die Amtsübernahme sowie am 16. Januar 1893 die definitive Bestallung zum 1. Februar 1893 folgte. Nach einer ab dem 1. Januar 1896 erfolgten Beurlaubung für 4 Monate wurde er am 20. Mai 1896 zum Regierungsrat befördert und im Anschluss am 7. Juni 1896 zur Regierung Hannover überwiesen. Am 5. Oktober 1899 wurde er zum kommissarischen Landrat des Landkreises Celle ernannt, dem am 15. Mai 1900 die definitive Ernennung folgte. Zum 1. Februar 1920 wurde von Harlem auf eigenes Ersuchen in den Ruhestand versetzt.

## Familie
Dietrich von Harlem heiratete am 30. Januar 1886 in Naumburg in 1. Ehe Anna von Jagemann (* 6. Februar 1857 in Glatz; † 17. Oktober 1894 in Ottweiler), Tochter des preußischen Generalmajors Hans von Jagemann und dessen Ehefrau Auguste, geb. von Schenk. In 2. Ehe heiratete er am 23. Oktober 1901 in Braunschweig Luise Freiin von Lützow, genannt von Dorgelo (* 2. April 1869 in Trier; † in Potsdam), Tochter des großherzoglich oldenburgischen Kammerherrn und preußischen Oberst Ludwig Freiherr von Dordelo, genannt von Lützow und dessen Ehefrau Elisabeth, geb. von Gayl.